# Kabinett Dufaure V

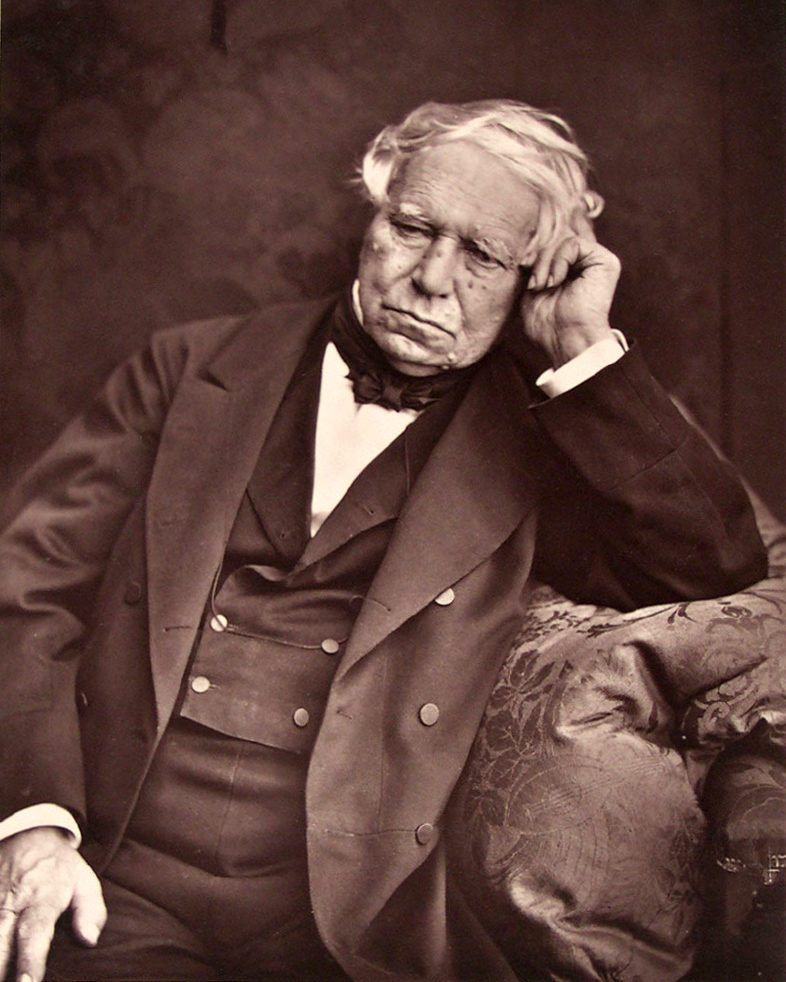
Jules Dufaure war zwischen 1871 und 1873, 1876 sowie von 1877 bis 1879 Premierminister Frankreichs

Das fünfte Kabinett Dufaure war eine Regierung der Dritten Französischen Republik. Es wurde am 13. Dezember 1877 von Premierminister (Président du Conseil) Jules Dufaure gebildet und löste das Kabinett Rochebouët ab. Es blieb bis zum 4. Februar 1879 im Amt und wurde daraufhin vom Kabinett Waddington abgelöst.
Dem Kabinett gehörten Vertreter des Centre gauche (CG) und der Gauche républicaine (GR) an.

## Kabinett
Dem Kabinett gehörten folgende Minister an:
| Amt                                                    | Name                             | Gruppe | Beginn der Amtszeit            | Ende der Amtszeit            |
| ------------------------------------------------------ | -------------------------------- | ------ | ------------------------------ | ---------------------------- |
| Premierminister                                        | Jules Dufaure                    | CG     | 13. Dezember 1877              | 4. Februar 1879              |
| Außenminister                                          | William Henry Waddington         | CG     | 13. Dezember 1877              | 4. Februar 1879              |
| Kriegsminister                                         | Jean-Louis Borel Henri Gresley   |        | 13. Dezember 1877 16. Mai 1878 | 16. Mai 1878 4. Februar 1879 |
| Minister für öffentlichen Unterricht und schöne Künste | Agénor Bardoux                   | CG     | 13. Dezember 1877              | 4. Februar 1879              |
| Innenminister                                          | Émile de Marcère                 | CG     | 13. Dezember 1877              | 4. Februar 1879              |
| Siegelbewahrer und Justizminister                      | Jules Dufaure                    | CG     | 13. Dezember 1877              | 4. Februar 1879              |
| Minister für Marine und Kolonien                       | Louis Pierre Alexis Pothuau      | CG     | 13. Dezember 1877              | 4. Februar 1879              |
| Finanzminister                                         | Léon Say                         | CG     | 13. Dezember 1877              | 4. Februar 1879              |
| Minister für öffentliche Arbeiten                      | Charles de Freycinet             | GR     | 13. Dezember 1877              | 4. Februar 1879              |
| Minister für Landwirtschaft und Handel                 | Pierre Edmond Teisserenc de Bort | CG     | 13. Dezember 1877              | 4. Februar 1879              |

Dem Kabinett gehörten folgende Sous-secrétaires d’État an:
| Amt                                    | Name                | Gruppe | Beginn der Amtszeit | Ende der Amtszeit |
| -------------------------------------- | ------------------- | ------ | ------------------- | ----------------- |
| Premierminister und Justizministerium  | Charles Savary      | CG     | 18. Dezember 1877   | 4. Februar 1879   |
| Innenministerium                       | Charles Lepère      | GR     | 19. Dezember 1877   | 4. Februar 1879   |
| Finanzministerium                      | Adolphe Cochery     | GR     | 20. Dezember 1877   | 4. Februar 1879   |
| Ministerium für Unterricht und Künste  | Jean Casimir-Périer | GR     | 20. Dezember 1877   | 4. Februar 1879   |
| Minister für Landwirtschaft und Handel | Cyprien Girerd      | GR     | 23. Dezember 1877   | 4. Februar 1879   |

## Historische Einordnung

### Allgemeine Politik

Eisenbahnkarte Frankreich 1870

Eisenbahnkarte Frankreich 1910

Die wirtschaftlich bedeutendste Maßnahme, die in der Zeit Dufaure V eingeleitet wurde, war der Plan Freycinet. Der Minister für öffentliche Arbeiten, Charles de Freycinet, initiierte damit den Ausbau des französischen Eisenbahn-, Kanal- und Hafennetzes. Mit dem Gesetz vom 18. Mai 1878 schuf Freycinet die Grundlagen für das ursprünglich auf 4,5 Milliarden Francs angelegte Programm; am 25. Mai 1878 folgte die Gründung der französischen Staatsbahn Chemins de fer de l’État.
Mit der 7. Ausgabe des Dictionnaire de l’Académie française wurde die französische Rechtschreibung angepasst.
Die Telegrafengesetze von 1878, die im März und April vom französischen Parlament verabschiedet wurden, bewirkten das Ende des staatlichen Monopols auf den elektrischen Telegrafen in Frankreich und führten einen ermäßigten Tarif für Depeschen ein, die von 16 Uhr bis 10 Uhr per Telegraf übermittelt wurden.

### Auseinandersetzung Republikaner/Mac Mahon
Am 5. Januar 1879 fanden in Frankreich Wahlen zum Senat statt. Dabei verloren die Monarchisten ihre Mehrheit; die von Léon Gambetta angeführten Republikaner erreichten 174 der 300 Sitze. Damit verfügten beide Kammern über eine republikanische Mehrheit, was den Staatspräsidenten Patrice de Mac-Mahon in seinen Entscheidungen einschränkte.
Die republikanischen Abgeordneten begannen nun, die Verwaltung von Vertretern der alten Ordnung zu säubern. Am 16. Januar 1879 erklärte die Regierung, dass es nicht hinnehmar sei, dass sich der öffentliche Dienst gegen die republikanischen Institutionen stelle; Maßnahmen würden aber nur gegen diejenigen ergriffen, die eines Fehlverhaltens schuldig seien. Dies reichte der republikanischen Kammermehrheit nicht aus. Die Krise wurde beigelegt und die Abgeordnetenkammer verabschiedete eine Erklärung, in der sie der Regierung das Vertrauen aussprach:

« Die Abgeordnetenkammer, die den Erklärungen der Regierung vertraut und davon überzeugt ist, dass das Kabinett, das nun im Besitz seiner vollen Handlungsfreiheit ist, nach dem großen nationalen Akt vom 5. Januar nicht zögern wird, der republikanischen Mehrheit die legitimen Genugtuungen zu geben, die sie seit langem im Namen des Landes fordert, insbesondere was das Verwaltungs- und Justizpersonal betrifft, geht zur Tagesordnung über. »

Danach beschloss der Rat der Minister, gegen republikfeindliche Militärs vorzugehen. Diesem Vorhaben stellte sich Präsident Mac-Mahon entschieden entgegen.

« Destituieren Sie Magistrate, Präfekten, Beamte. Das sei Ihnen unbenommen! Das ist Ihre Sache, aber Generäle nicht! Ich gehe eher, als dass ich dem zustimme, denn wenn ich nach dem 14. Dezember [1877] an der Macht geblieben bin, dann nur, um die Armee zu schützen. Sie heute aufzugeben, hieße, mich zu entehren. »

Mac-Mahon trat darauf am 30. Januar zurück und die Nationalversammlung wählte Jules Grévy zu seinem Nachfolger, womit sich nun alle drei Institutionen in republikanischer Hand befanden. Jules Dufaure, inzwischen 80 Jahre alt, nutzte diese Gelegenheit, um zurückzutreten.